# 国際水路機関条約
国際水路機関条約（こくさいすいろきかんじょうやく）は、国際水路機関の設立を定めた条約。

## 概要

### 条約新設
世界の海運国の水路官庁間の協調をはかる国際機関としては、1921年に設立され、日本も加盟している国際水路局があったが、その基本文書である国際水路局規約は、同局の内部規則にすぎず、当時の現状に適合しなくなり、かつ、業務遂行上不便の点が生じてきた。
そこで、国際水路局を改組して国際水路機関を設立し、名実ともに整った国際機関にするため、1967年12月31日まで開放しておかれたので、日本政府は同年12月19日にモナコ公国公使館においてこの条約に署名を行なった。
この条約は、国際水路機関を設立し、その機関に国際水路会議および理事会が運営する国際水路局をおき、会議および局の任務、局および理事会の構成、機関に与えられる特権および免除、ならびに加盟国が支払う分担金等について規定している。
28の政府が批准書または承認書をモナコ公国政府に寄託することによって締約政府となった日後3か月で効力を生じる。

### 改正議定書
機関が設立された当時は、紙による海図が一般的であったが、急速な情報技術の進展により航海用電子海図が登場する等、水路業務を巡る状況は急速に変化した。このような技術開発がもたらした水路業務に関する様々な変化に対応するため、機関をより柔軟かつ迅速な意思決定が可能な近代的な組織とすることが求められてきた。このような状況から、2005年4月14日、モナコで開催された第3回臨時国際水路会議において、条約を改正することを内容として、この議定書が採択された。

## 沿革
- 1967年5月3日 - モナコで作成
- 1970年9月22日 - 効力発生
- 2005年4月14日 - 改正議定書をモナコで作成（未発効）[3]

### 日本
- 1969年2月21日 - 「国際水路機関条約の締結について国会の承認を求めるの件」を閣議決定[4]
- 1969年2月25日 - 衆議院提出、外務委員会へ付託[5]
- 1969年4月18日 - 衆議院外務委員会承認[5]
- 1969年4月22日 - 衆議院承認、参議院送付、外務委員会へ付託[5]
- 1969年5月15日 - 参議院外務委員会承認[5]
- 1969年5月16日 - 国会（参議院）承認[5]
- 1969年5月23日 - 批准の閣議決定
- 1969年6月12日 - 批准書をモナコ公国政府へ寄託[6]
- 1969年9月22日 - 効力発生[6]
- 2006年2月24日 - 「国際水路機関条約の改正議定書の締結について国会の承認を求めるの件」を閣議決定、衆議院提出[7]
- 2006年3月30日 - 改正議定書を衆議院外務委員会へ付託[7]
- 2006年4月7日 - 改正議定書を衆議院外務委員会が承認[7]
- 2006年4月11日 - 改正議定書を衆議院が承認、参議院へ送付[7]
- 2006年4月26日 - 改正議定書を参議院外交防衛委員会へ付託[7]
- 2006年5月9日 - 改正議定書を参議院外交防衛委員会が承認[7]
- 2006年5月10日 - 改正議定書を国会（参議院）承認[7]
- 2006年7月10日 - 改正議定書の承認書を寄託[3]